# Cannon Fodder 2
Cannon Fodder 2 is een Computerspel dat werd ontwikkeld door Sensible Software en werd uitgeven door Virgin Interactive. Het spel kwam in 1994 uit voor de Commodore Amiga en het besturingssysteem DOS. In 2013 kwam een versie uit voor de Macintosh en Microsoft Windows. 

## Gameplay
Het spel is het vervolg op Cannon Fodder. De gameplay is gelijk aan de voorganger van dit spel. Nieuwe bij deze versie is dat de speler kan tijdreizen en verschillende scenario's beleefd op Alien Planet. De levels bevatten veel verschillende voertuigen, zoals jeeps, tanks en helikopters. Ook strategie is van belang bij dit spel. Zo moet er veelvuldig een strategisch positie ingenomen worden.  

## Platforms
| Jaar | Platform           |
| ---- | ------------------ |
| 1994 | Amiga, DOS         |
| 2013 | Macintosh, Windows |

## Ontvangst
| Beoordeeld door       | Platform | Datum           | Score |
| --------------------- | -------- | --------------- | ----- |
| Amiga Games           | Amiga    | december 1994   | 85%   |
| High Score            | DOS      | februari 1995   | 80%   |
| PC Games (Duitsland)  | DOS      | januari 1995    | 76%   |
| PC Player (Duitsland) | DOS      | januari 1995    | 73%   |
| Amiga Joker           | Amiga    | december 1994   | 73%   |
| Pelit                 | Amiga    | januari 1995    | 70%   |
| Joystick (Frans)      | Amiga    | januari 1995    | 70%   |
| Power Play            | DOS      | februari 1995   | 68%   |
| The DOS Spirit        | DOS      | 7 december 2008 | 50%   |